# دهه ۵۹۰ (پیش از میلاد)
دهه ۵۹۰ (پیش از میلاد) ۵۹مین دهه قبل از مبدا شروع تقویم میلادی است.